# تهاجم رابیدها
تهاجم رابیدها (به انگلیسی: Rabbids Invasion)، یک مجموعه پویانمایی تلویزیونی است که توسط شبکه نیکلودین آمریکا ساخته شد.